# Arrondissement Antverpy
Arrondissement Antverpy (nizozemsky: Arrondissement Antwerpen; francouzsky: Arrondissement d'Anvers) je jeden ze tří arrondissementů (okresů) v provincii Antverpy v Belgii.
Jedná se o politický a zároveň soudní okres.

## Historie
Arrondissement Antverpy vznikl roku 1800 jako první arrondissement departmentu Deux-Nèthes (nizozemsky: Departement Twee Nethen). Okres původně zahrnoval kantony Antwerpy, Boom, Berchem, Brecht, Ekeren a Zandhoven. Roku 1923 byly tehdejší obce Burcht a Zwijndrecht (obec Burcht byla roku 1978 spojena s Zwijndrecht do jedné obce Zwijndrecht) z okresu Sint-Niklaas do okresu Antverpy.

## Obyvatelstvo
Počet obyvatel k 1. lednu 2017 činil 1 039 943 obyvatel. Rozloha okresu činí 1 000,31 km².

## Obce
Okres Antverpy sestává z těchto obcí:
- Aartselaar
- Antwerpy
- Boechout
- Boom
- Borsbeek
- Brasschaat
- Brecht
- Edegem
- Essen
- Hemiksem
- Hove
- Kalmthout
- Kapellen
- Kontich
- Lint
- Malle
- Mortsel
- Niel
- Ranst
- Rumst
- Schelle
- Schilde
- Schoten
- Stabroek
- Wijnegem
- Wommelgem
- Wuustwezel
- Zandhoven
- Zoersel
- Zwijndrecht